# Hasslösa flygbas
Hasslösa flygbas (IATA: -, ICAO: ESFH) är en före detta militär flygbas, strax söder om riksväg 49 intill småorten Hasslösa, cirka 10 km sydost om Lidköping i Västra Götalands län.

## Historik
Flygbasen påbörjades att anläggas i oktober 1939 och stod färdig i september ett år senare. Mellan åren 1942 och 1943 och år 1956 utökades basen med nya bansystem. Flygbasen var utbyggd till Bas 60 och planerades även att byggas ut till Bas 90, och skulle då bildat en så kallad parbas tillsammans med Lidköping flygbas. Utbyggnaden genomfördes dock aldrig i och med kalla krigets slut. Flygbasen var en av fyra som räknades in i de så kallade Västgötabaserna. Flygbasen avvecklades år 1999 i samband med försvarsbeslutet 2000, och har återställts till jordbruksmark.